# جيانلوكا باليوكا
جانلوكا باليوكا (Gianluca Pagliuca) (ولد 18 ديسمبر 1966) لاعب كرة قدم إيطالي سابق، شارك في كأس العالم 1990 وكأس العالم 1994 وكأس العالم 1998، ولعب للعديد من الأندية الأيطالية العريقة منها انتر ميلان وبولونيا، ويعد من أفضل حراس المرمى خلال حقبة التسعينات من القرن العشرين.

## مولده ونشأته
ولد جانلوكا باليوكا في بولونيا عام 1966، ونشأ متأثراً بأسطورة حراس المرمى دينو زوف، وكان يلعب كرة القدم مع أبناء الحي، ثم انضم إلى فريق أشبال بولونيا، فوضعه المدرب في خط الدفاع، وكان الحارس متدني المستوى، مما جعل مدرب الحراس في ذلك الوقت بيترو باتارا يستدعي باليوكا كحارس مرمى، وجاء اختياره بفضل طول قامته وسرعة قفزه وقدراته الجسدية.

## مسيرته الدولية
شارك في كأس العالم 1990 كحارس احتياطي، تحت قيادة المدرب أزيليو فيتشيني، وبعد الخروج من البطولة، بدأ باليوكا بخوض المباريات الودية وتفوق على الحارس الأساسي والتر زينغا والحارس ستيفانو تاكوني. كما تألق في مباريات التصفيات المؤهلة إلى كأس العالم، وأصبح حارس إيطاليا الأول، متغلباً على لوكا ماركجياني.

### كأس العالم 1994
توهج تجم باليوكا في مباريات كأس العالم بالولايات المتحدة، تحت قيادة المدرب أريغو ساكي، وخاض 5 مباريات وأوصل منتخب بلاده إلى نهائي البطولة، حيث خاضت إيطاليا المباراة امام منتخب البرازيل، وخسرت البطولة بركلات الترجيح.

### أول حارس يحصل على البطاقة الحمراء في كأس العالم
تُعد حالة طرد جيانلوكا باليوكا إحدى أشهر الحالات في تاريخ كأس العالم، ليس فقط كونها الأولى لحارس مرمى في البطولة بل كذلك للتصرف المدهش من مدرب المنتخب «أريجو ساكي» كرد فعل لذلك القرار من جانب الحكم الألماني هيلمت كروج والذي جعل الآدزوري يخرج من المباراة منتصرًا بهدف دون رد رغم النقص العددي.
المنتخب الإيطالي دخل مباراة النرويج في الجولة الثانية من دور المجموعات لمونديال 1994 بعدما كان قد هُزم في مباراته الأولى أمام جمهورية إيرلندا وبالتالي لم يكن خياره سوى الفوز لمواصلة المشوار، وقد بدأ المباراة مهاجمًا بالفعل ولكنه تعرض لضربة قوية تمثلت في طرد الحارس المميز نتيجة لمسه الكرة باليد خارج منطقة الجزاء مما منع هدف شبه أكيد للمنافس وحدث ذلك بعد 21 دقيقة فقط من البداية..... لحظتها ساكي تصرف بسرعة وأخرج النجم روبيرتو بادجيو وأشرك الحارس البديل «ماركيجياني» وبدأ يلعب بشكل مدافع مع الاعتماد على الهجمات المرتدة السريعة وقد نجح دينو بادجيو في تسجيل هدف الفوز الوحيد في الدقيقة 67 برأسية استغل بها كرة ثابتة، ويرى الكثير أن قرار ساكي باخراج بادجيو بدا غريبًا في البداية ولكنه أثبت صحته في النهاية خاصة أن المنتخب واصل المشوار حتى نهائي البطولة.

### كأس العالم 1998
خاض باليوكا بطولة كأس العالم في فرنسا كحارس اساسي تحت قيادة تشيزاري مالديني الذي فضله على حارس يوفنتوس أنجلو بيروتزي والحارس الشاب جيانلويجي بوفون، وحارس ميلان سيباستيانو روسي، وخاض 5 مباريات، ودخل في مرماه 3 أهداف.

### مشاركات باليوكا في كؤوس العالم
| البطولة         | المستضيف         | الحالة        | المباريات | الأهداف |
| --------------- | ---------------- | ------------- | --------- | ------- |
| كأس العالم 1990 | إيطاليا          | المركز الثالث | 0         | 0       |
| كأس العالم 1994 | الولايات المتحدة | الوصيف        | 5         | -3      |
| كأس العالم 1998 | فرنسا            | ربع النهائي   | 5         | -3      |

## روابط خارجية
- جيانلوكا باليوكا على موقع IMDb (الإنجليزية)
- جيانلوكا باليوكا على موقع الاتحاد الدولي (مؤرشف)  (الإنجليزية)
- جيانلوكا باليوكا على موقع الاتحاد الأوربي (الإنجليزية)
- جيانلوكا باليوكا على موقع قاعدة بيانات كرة القدم.إي يو (الإنجليزية)
- جيانلوكا باليوكا على موقع ناشيونال فوتبول تيمز (الإنجليزية)
- جيانلوكا باليوكا على موقع Soccerbase.com (لاعب) (الإنجليزية)
- جيانلوكا باليوكا على موقع Soccerway.com (الإنجليزية)
- جيانلوكا باليوكا على موقع عالم كرة القدم.نت (الإنجليزية)
- جيانلوكا باليوكا على موقع أوليمبيديا (الإنجليزية)